# Markos Kyprianou

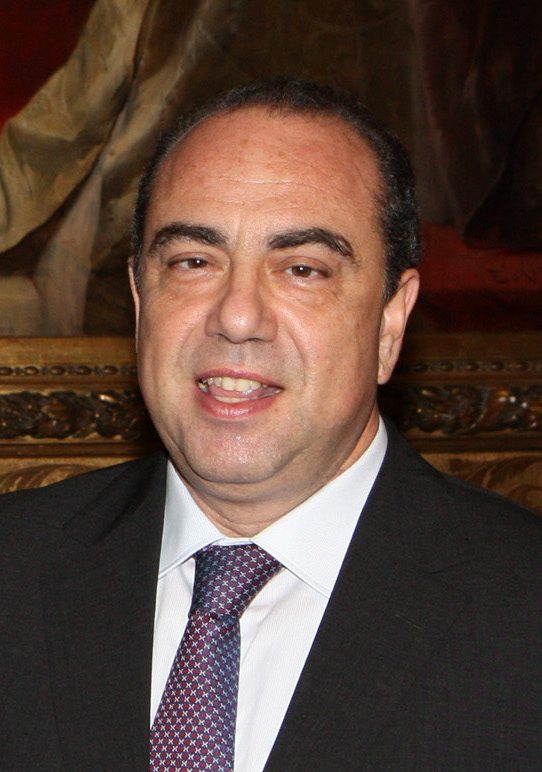
Markos Kyprianou

Markos Kyprianou (Grieks: Μάρκος Κυπριανού, Márkos Kiprianú) (Limasol, 22 januari 1960) is een Grieks-Cypriotische politicus. Van 2004 tot 2008 was hij Eurocommissaris. Sinds 2008 is hij minister van Buitenlandse Zaken. Zijn vader is Spyros Kyprianou, die van 1977 tot 1988 president van Cyprus was.

## Achtergrond
Na zijn studie rechten in Athene ging Kyprianou studeren aan de Universiteit van Cambridge, waar hij zich specialiseerde in het internationale recht en belastingen. Na het behalen van zijn Master degree of law, studeerde hij verder aan de Harvard-universiteit, waar hij zich specialiseerde in bedrijfs- en belastingrecht. Ook hier behaalde hij de Master degree of law.

## Politieke loopbaan
Kyprianou begon zijn politieke loopbaan als raadslid in Nicosia. Daarna was hij leider van de jeugdbeweging van de Grieks-Cypriotische Democratische Partij (DIKO - Dimokratikon Komma). In die partij bekleedde hij ook nog een aantal andere functies.
In 1991 werd hij in zijn district gekozen als volksvertegenwoordiger voor de Democratische Partij en werd hij herkozen in 1996. Kyprianou was fractievoorzitter van zijn partij en (vice)voorzitter van een aantal kamercommissies. Vanaf 1 maart 2003 tot 30 april 2004 was hij minister van Financiën.
Van 1 mei 2004 tot 1 januari 2007 was hij Europees commissaris voor financiële programmering en budgettering. Tevens was hij van november 2004 tot 1 januari 2007 Europees commissaris voor Volksgezondheid en Consumentenbelangen, daarna tot 3 maart 2008 alleen van Volksgezondheid. In die hoedanigheid nam hij onder andere maatregelen om te voorkomen dat er massaslachtingen onder dieren plaatsvinden bij een uitbraak van vogelgriep. Ook stelde hij een plan van aanpak op die geestesziekten en zelfmoord moeten tegengaan.
Sinds 3 maart 2008 is hij minister van Buitenlandse Zaken.